# Schriever Space Force Base
La Schriever Space Force Base  è una base militare della United States Space Force situata a circa 16 chilometri dalla località di Colorado Springs in Colorado.

## Storia
Dopo aver annunciato, all'inizio del 1981, che sarebbe stata costruita una struttura di controllo dei sistemi spaziali militari, la Falcon Air Force Station divenne la sede di quella struttura, il Consolidated Space Operations Center. A partire dal 1987, le funzioni operative iniziarono a essere trasferite alle unità presso la Falcon AFS. Questo processo ha richiesto diversi anni ed è stato completato con il turnover formale del CSOC nel settembre 1993.
L'innovazione ebbe luogo il 17 maggio 1983 e la Falcon AFS divenne realtà. Due anni dopo, fu formato il 2nd Space Wing e le funzioni dello stormo dalla Onizuka AFS iniziarono a trasferirsi sulla Falcon AFS dopo l'attivazione della base il 26 settembre 1985. Lo stormo prese il controllo operativo della rete di controllo satellitare dell'USAF nell'ottobre 1987. Il 13 giugno 1988, la Falcon AFS è stata ribattezzata Falcon AFB.
A causa della ristrutturazione dell'aeronautica americana, il 2nd Space Wing è stato disattivato e il 50th Tactical Fighter Wing è stato rinominato come 50th Space Wing e attivato presso la Falcon AFB il 30 gennaio 1992. Il 50th Tactical Fighter Wing era stato disattivato il 30 settembre 1991, alla base aerea di Hahn, in Germania. La sua nuova designazione e attivazione presso la Falcon AFB ha continuato l'eredità di un'unità altamente decorata.
Il 5 giugno 1998, la Falcon AFB è stato ribattezzata Schriever AFB in onore del generale in pensione Bernard Adolph Schriever, che ha aperto la strada allo sviluppo dei programmi missilistici balistici americani ed è riconosciuto come "il padre del programma spaziale e missilistico dell'aeronautica americana. " Il generale Schriever è deceduto il 20 giugno 2005.
Schriever SFB ospita 8.000 dipendenti militari e civili. La base contribuisce indirettamente con circa 1,3 miliardi di dollari all'anno all'area locale di Colorado Springs, Colorado.